# Giuliano ed Euno
Giuliano ed Euno sono due martiri cristiani uccisi ad Alessandria durante la persecuzione di Decio.
Secondo la testimonianza di Dionisio, vescovo di Alessandria, Giuliano fu convocato dal giudice e, poiché era malato di podagra ed era incapace di camminare e di stare in piedi, si fece trasportare su una sedia da due servitori, cristiani come lui: uno dei due domestici, Cronione detto Euno, si rifiutò di rinnegare la sua fede, come il suo padrone, mentre l'altro servitore apostatò il cristianesimo. Giuliano ed Euno furono condannati ad essere condotti attraverso la città su cammelli e ad essere flagellati, poi furono gettati nel rogo o, secondo la versione di Eusebio di Cesarea, furono bruciati nella calce viva.
I sinassari bizantini commemorano Giuliano, Euno e altri martiri alessandrini al 30 ottobre. I due santi furono introdotti nei loro martirologi da Floro al 20 febbraio e da Adone al 27 dello stesso mese. Il martirologio romano, seguendo Adone, li commemora al 27 febbraio.